# Niittusaari (ö i Mellersta Finland, Jämsä)
Niittusaari är en ö i Finland. Den ligger i sjön Iso Rautavesi och i kommunen Jämsä i den ekonomiska regionen  Jämsä  och landskapet Mellersta Finland, i den södra delen av landet, 210 km norr om huvudstaden Helsingfors. Öns area är 2,2 hektar och dess största längd är 350 meter i nord-sydlig riktning.